# Pleistodontes anchorus
Pleistodontes anchorus is een vliesvleugelig insect uit de familie vijgenwespen (Agaonidae). De wetenschappelijke naam is voor het eerst geldig gepubliceerd in 2002 door Lopez-vaamonde, Dixon & Cook.